# خط زمني للكنيسة الكاثوليكية
تعدّ الكنيسة الكاثوليكيَّة، تقليديًا أقدم شكل من أشكال المسيحية، جنبًا إلى جنب مع كل من الكنيسة الأرثوذكسيَّة القديمة أو كنيسة الألفية الأولى، والكنيسة غير الخلقيدونية، والأورثوذكسيَّة المشرقيَّة وكنيسة المشرق. وإنَّ تاريخ الكنيسة الرومانيَّة الكاثوليكيَّة هو جزء لا يتجزأ من تاريخ المسيحية ككل. وهو كذلك وفقًا للمؤرخ الكنسي مارك آلان نول تاريخ «أقدم مؤسسة دوليَّة عملت باستمرار في العالم». يغطي هذا المقال فترة تقل قليلًا عن ألفي عام من تاريخ الكنيسة الكاثوليكيَّة.
عطَّلت الانشقاقات الحاصلة على مر التاريخ من وحدة المسيحية. حدثت الانقسامات الرئيسية عام 144م مع المرقيونيَّة، ومع الآريوسيَّة عام 318م، وخلال الفترة من عام 1054 حتى عام 1449 (انظر الانشقاق العظيم). وسلكت الكنائس الأرثوذكسيَّة في الشرق طرقًا مختلفة عن نظيرتها الغربيَّة إزاء القضايا العقائديَّة والأولوية البابويَّة، كما ووقع الإصلاح البروتستانتي عام 1517 في الغرب. كانت الكنيسة الرومانيَّة الكاثوليكيَّة القوة الدافعة وراء بعض الأحداث الكبرى في تاريخ البشريَّة ومنها نشر المسيحيَّة في أوروبا الغربيَّة والوسطى وأمريكا اللاتينيَّة، ونشر محو الأميَّة وتأسيس الجامعات والمستشفيات والتقاليد الغربيَّة الرهبانيَّة، وتطوير الفن والموسيقى والأدب والعمارة والمساهمات في المنهج العلمي ونظرية الحرب العادلة والمحاكمة أمام هيئة محلفين. لقد لعبت الكنيسة الكاثوليكيَّة دوراً مؤثراً في الشؤون العالميَّة، مثل سقوط الأندلس، والحروب الصليبيَّة التي طالت أجزاء من الشرق الأوسط وأوروبا الشماليَّة، ومحاكم التفتيش، ونزاع التنصيب، وقيام الإمبراطورية الرومانية المقدسة، وسقوط الشيوعيَّة في أوروبا الشرقيَّة في أواخر القرن العشرين.

## كنيسة يسوع والتأسيس

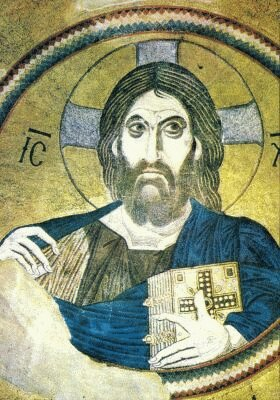
صورة بيزنطيَّة تُصوَّر يسوع كالمسيح ضابط الكل

- 1 قبل الميلاد: ميلاد يسوع. وفقًا لإنجيل لوقا، فإن ولادته تمت في مدينة بيت لحم خلال عهد ملك يهودا هيرودس الكبير، وعهد الإمبراطور الروماني أغسطس، وكان يسوع نجل العذراء مريم التي حملته بقوة الروح القدس. يؤمن المسيحيون أن يسوع هو ابن الله الإلهي المتجسد أو الله الابن.

- قدَّرت حسابات ديونيسيوس إكزيكوس ميلاد يسوع في الفترة ما بين عام 6 وعام 1 ما قبل الميلاد.

- 28م: معمودية يسوع، وبداية كنيسته، واختياره الرسل. يشير إنجيل لوقا إلى أن المسيح قد تعمد خلال السنة الخامسة عشرة من عهد الإمبراطور تيبيريوس قيصر الذي يرجع تاريخه إلى عام 28 ميلادي (موجود في لوقا 3:1، 21، 22). تشير الأناجيل المسيحية بقوة إلى أن بطرس كان الزعيم والمتحدث باسم رسل يسوع الأثنا عشر، حيث ورد ذكر اسمه أكبر عدد من المرات في الأناجيل. وشكَّل بطرس وكل من الأخوين يعقوب ويوحنا بن زبدي الدائرة المقربة لرسل يسوع، كونهم كانوا شهودًا على أحداث مهمة محددة في حياة يسوع، وعظات يسوع مثل عظته على الجبل، وأداءه للمعجزات، مثل إقامته للموتى، وإطعامه خمسة آلاف شخص، والمشي على الماء..إلخ.
- 30م: يعلن الرسول بطرس وأتباعه الآخرون أن يسوع الناصري هو الماشيح اليهودي الذي وعد به يهوه وفقًا للكتاب المقدس اليهودي ونبؤات الأنبياء العبرانيين. حصول الدخول إلى أورشليم وبداية آلام المسيح. يسوع الناصري مصلوبا في أورشليم في عهد بيلاطس البنطي، وكيل يهودا في عهد الإمبراطور تيبيريوس وهيرودوس أنتيباس، بعد اتهام السنهدرين، تحت قيادة الكاهن العظيم قيافا ليسوع بالتجديف. وصلبه بأمر من بيلاطس البنطي. ووفقًا لأتباعه فبعد مرور ثلاثة أيام «أقامه الله من بين الأموات». وصعد إلى السماء بعد أربعين يومًا من قيامته، خيث تروي الأناجيل المسيحيون أن يسوع أمر تلاميذه هكذا: «فَتَقَدَّمَ يَسُوعُ إلَيْهِمْ وَقالَ: «أُعطِيَ لِي كُلُّ سُلطانٍ فِي السَّماءِ وَعَلَى الأرْضِ. فَاذهَبُوا، وَتَلمِذُوا جَمِيعَ أُمَمِ الأرْضِ، وَعَمِّدوهُمْ بِاسْمِ الآبِ وَالابْنِ وَالرُّوحِ القُدُسِ، وَعَلِّمُوهُمْ أنْ يُطِيعُوا كُلَّ ما أوصَيتُكُمْ بِهِ. وَتَذَكَّرُوا أنِّي سَأكُونُ مَعَكُمْ دائِماً، وَإلَى نِهايَةِ الدَّهْرِ». (متى 28: 18-20). بعد عشرة أيام، في عيد العنصرة، يعظ بطرس أول عظة يعمد فيها 3000 شخص.

## المسيحية المبكرة
- 34 م: القديس اسطفانوس، أول شهيد مسيحي، حين رجم حتى الموت في القدس.
- 50 م: يحدد مجمع أورشليم أن الوثنيون المتحولون إلى المسيحية ليس عليهم الالتزام بقوانين الموسوية. عندها يبدأ الفصل بين المسيحية واليهودية.[4]
- 52 ميلادي: الوصول التقليدي للقديس توما إلى ولاية كيرالا كرسول في الهند.
- 64 ميلادية: الاضطهاد النيروني يبدأ تحت نيرون بعد نار روما العظيمة. استشهاد القديس بطرس. يستمر اضطهاد المسيحيين بشكل متقطع حتى عام 313 م.
- 67 م: استشهاد القديس بولس خارج روما. البابا لينوس يصبح البابا الرسمي الأول.
- 68 ميلادية: الاضطهاد النيروني ينتهي بانتحار نيرو.
- 70 م: سقوط القدس وتدمير الهيكل.
- 72 ميلادي: استشهاد القديس توما الرسول في ميلابور.
- 76 ميلادي: استشهاد البابا لينوس.
- 96 ميلادي: التاريخ التقليدي لرسالة كليمنت الأولى المنسوبة إلى البابا كليمنت، كتبت إلى الكنيسة في كورنثوس.
- 100 م: وفاة القديس يوحنا، آخر الرسل، في أفسس.[5][6]
- 110 م: يستخدم اغناطيوس أنطاكية مصطلح الكنيسة الكاثوليكية في رسالة إلى الكنيسة في سميرنا، في واحدة من خطابات الأصالة التي لا جدال فيها المنسوبة إليه. في هذا الخطاب ورسائل حقيقية أخرى يصر على أهمية الأساقفة في الكنيسة ويتحدث بقسوة عن الزنادقة والتهويد.
- 150 م: يتم توزيع الترجمات اللاتينية (فيتس لاتينا) من النصوص اليونانية للكتاب المقدس بين المجتمعات المسيحية غير الناطقة باليونانية.
- 154 ميلاديًا: تعاليم مارسيون، فالنتينوس الغنوصي والمونتيين الخماسيين تسبب اضطرابات في المجتمع الروماني. يستمر اضطهاد المسيحيين في الإمبراطورية الرومانية.
- 155 م: جستن الشهيد يؤلف اعتذاره الأول في روما.[7]
- 156 م: استشهد بوليكاربوس أسقف سميرنا وتلميذ يوحنا ومعلم إيريناوس.[8]
- 177 م: إيريناوس يصبح أسقف ليون، فرنسا.[9]
- 180 م: يقدم منشور إيريناوس مفهوم «بدعة» ويعطيها الصدارة من الاهمية في أول محاولة منهجية لمواجهة معرفية وغيرها من التعاليم الشاذة. في نفس العمل، علم أن المصدر الأكثر موثوقية للإرشاد الرسولي هو الأسقفية في روما.
- 195 م: قام البابا فيكتور الأول، البابا الإفريقي الأول، بطرد الكارتوديكومان في جدل عيد الفصح.
- 200 م: ترتليان، أول كاتب مسيحي لاتيني، صاغ لمفاهيم مسيحية مصطلحات لاتينية مثل "الثالوث"، "Tres Personae" ، «أحادية الوجود»، «الأسرار المقدسة».
- 249 م: البابا فابيان يقال إنه أرسل سبعة أساقفة من روما إلى بلاد الغال للتبشير بالإنجيل: جاتيه إلى جولات، تروفيمس إلى آرل، بول إلى ناربون، ساتورنين إلى تولوز، دينيس إلى باريس، أوستروموين إلى كليرمون، ومارشال إلى ليموج.
- 250 م: بدأ الإمبراطور ديسيوس اضطهاد واسع النطاق للمسيحيين في روما. استشهد البابا فابيان. بعد ذلك، يثير الجدل الدوناتي حول إعادة قبول المسيحيين المنقضين الكثيرين في شمال إفريقيا.
- 312 م: قاد الإمبراطور قسطنطين قوات الإمبراطورية الرومانية إلى النصر في معركة جسر ميلفيان. يقول التقليد أنه في الليلة السابقة للمعركة، كان لدى قسطنطين رؤية أنه سيحقق النصر إذا قاتل تحت رمز المسيح؛ تبعًا لذلك، حمل جنوده على دروعهم علامة تشي رو المكونة من أول حرفين من الكلمة اليونانية «المسيح» (ΧΡΙΣΤΌΣ).

## 313-476
- 313: مرسوم ميلان يعلن أن الإمبراطورية الرومانية محايدة تجاه وجهات النظر الدينية، مما ينهي اضطهاد المسيحيين.[10]
- 318: أريوس يدين وينفي من قبل مجلس دعا إليه ألكساندروس، أسقف الإسكندرية.[11]
- 321: منح للكنيسة حق امتلاك الممتلكات، يتبرع قسطنطين بقصر لاتيراني للبابا ميلتيديس. تصبح كنيسة لاتران (كنيسة منقذنا) المقعد الأسقفي لأسقف روما.
- 3 نوفمبر 324: يضع قسطنطين أسس العاصمة الجديدة للإمبراطورية الرومانية في بيزنطة، والتي تُعرف لاحقًا باسم القسطنطينية.
- 323 قدم البابا سيلفستر الأول في تقويمه ليوم الأحد، أول أيام الأسبوع، اسم عيد الرب وإعطاء وصايا لأعضاء الكنيسة لإبقائه يومًا مقدسًا، لذا قام بتغيير السبت المسيحي واليهودي القديم ليوم الأحد.[12]
- 325: اندلع الجدل الآريوسي في الإسكندرية، مما تسبب في انتشار العنف والاضطرابات بين المسيحيين.
- 325: ؤسس المجمع المسكوني الأول لنيقيا، الذي انعقد كرد على الخلاف الآريوسي، نشر عقيدة نيقية، معلنًا إيمان المسيحيين بالثالوثيين الأرثوذكسي في الثالوث المقدس.[13]
- 18 نوفمبر، 326: يكرّس البابا سيلفستر الأول كنيسة القديس بطرس التي بناها قسطنطين الكبير على قبر الرسول.
- 336: تاريخ أول احتفال مسجل بعيد الميلاد في روما.[14]
- 345: يحدد البابا يوليوس الأول رسمياً تاريخ 25 ديسمبر للاحتفال بعيد الميلاد.
- 360: أصبح جوليان المرتد آخر إمبراطور روماني غير مسيحي.
- 380 فبراير: أصدر الإمبراطور ثيودوسيوس الأول مرسوما، دي فيد كاتوليكا، في تسالونيكي، نشر في القسطنطينية، أعلن فيه أن المسيحية الكاثوليكية هي دين الدولة للإمبراطورية الرومانية.[15]
- 381: المجمع المسكوني الأول للقسطنطينية.
- 382: إن مجلس روما تحت داماسوس الأول يحدد قانون من الكتاب المقدس، وقائمة الكتب المقبولة من العهد القديم والعهد الجديد.
- يوليو، 387: أمبروز، أسقف ميلان، يعمد أوغسطين من هيبو، مع ابنه أديوداتوس، في ميلانو.
- 391: تحظر مراسيم ثيودوسي على معظم الطقوس الوثنية التي ما زالت تمارس في روما، مما يشجع الكثير من السكان على اعتناق المسيحية.
- 400: نشر كتاب جيروم فولجيت الاتيني للكتاب المقدس. ظل هذا هو النص القياسي في العالم الكاثوليكي حتى عصر النهضة، وكان يستخدم في الخدمات الكاثوليكية حتى أواخر القرن العشرين، ويظل تأثيرًا على الترجمات العامية الحديثة.
- 24 آب (أغسطس)، 410: كيس روما. ألاريك وله القوط الغربيين انفجر في قبل بورتا سالاريا في الشمال الشرقي من مدينة روما.
- 431: يعلن المجمع المسكوني في أفسس أن يسوع كان كإنسان وإله في وقت واحد، موضحا وضعه في الثالوث المقدس. وأعلن أيضا معنى العقيدة نيقية نص مقدس دائم للكنيسة.
- 8 أكتوبر، 451: افتتاح المجلس المسكوني لجماعة خلقيدون.
- 1 نوفمبر، 451: إغلاق مجمع خلقيدون، المجمع المسكوني الرابع. يتم إصدار العقيدة الخلقيدونية، التي تعيد تأكيد يسوع كإله حقيقي وإنسان حقيقي وعقيدة العذراء مريم كأم الله. يطرد المجلس Eutyches ، مما يؤدي إلى الانشقاق مع الأرثوذكسية الشرقية.
- 452: البابا ليو الأول (الكبير) يلتقي أتيلا الهون ويثنيه عن إقالة روما.
- 455: تدمير روما من قبل المخربين. غنائم معبد القدس التي استولت عليها تيتوس سابقا هي من بين الكنوز التي اتخذت لقرطاج.
- 4 سبتمبر 476: تم إسقاط الإمبراطور رومولوس أوجستس في روما، وتميز الكثيرون بسقوط الإمبراطورية الرومانية الغربية. يتحول تركيز الكنيسة الأولى إلى التوسع في الإمبراطورية الرومانية الشرقية، والمعروفة أيضًا باسم الإمبراطورية البيزنطية، وعاصمتها القسطنطينية.

## 477-799

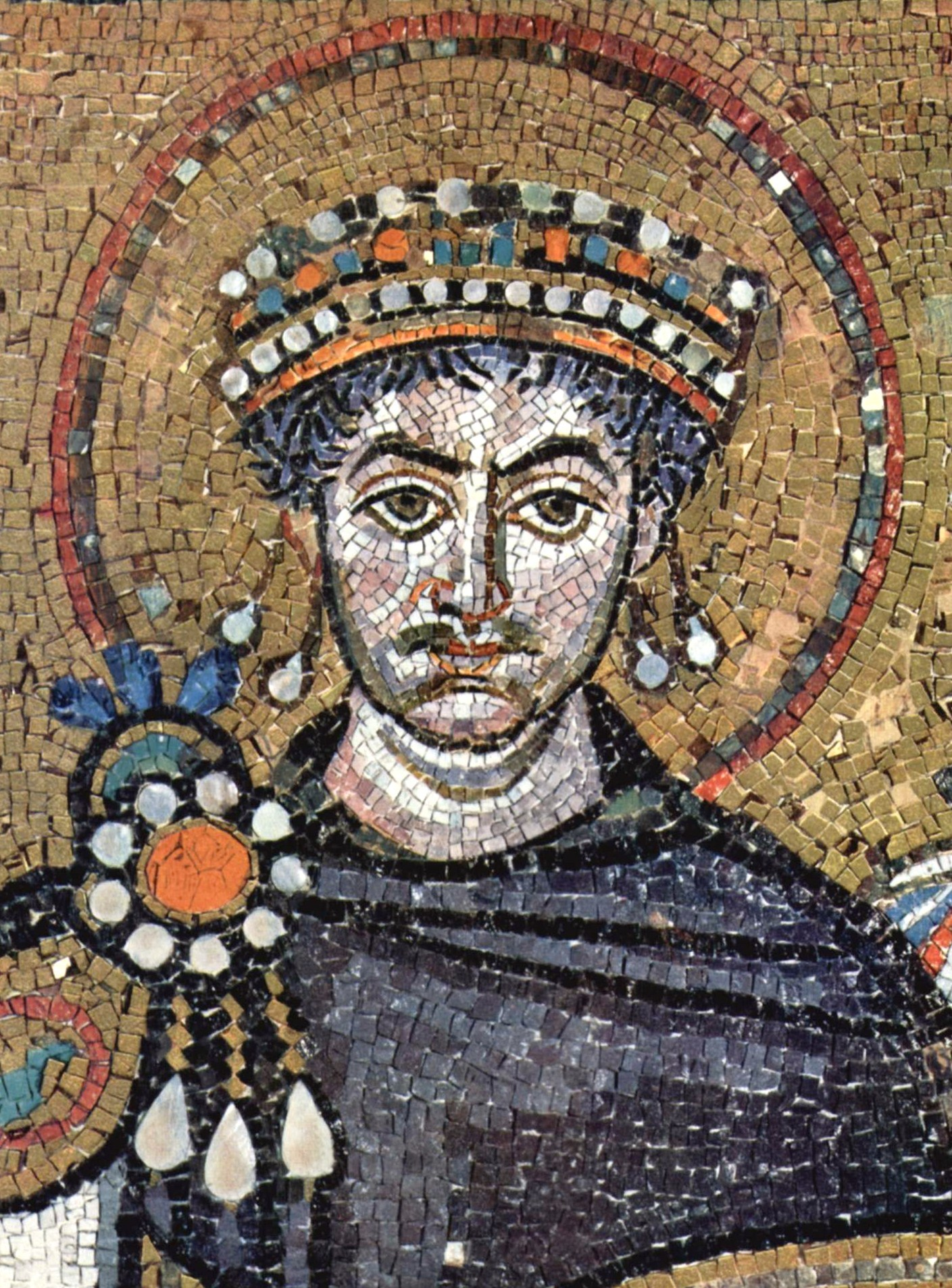
جستنيان الأول صورت على فسيفساء في كنيسة سان فيتالي، رافينا، إيطاليا

- 480: المولد التقليدي للقديس بنديكت، مؤلف قواعد الرهبنية، الذي يضع القواعد اللازمة لإنشاء الأديرة.
- 496: كلوفيس الأول ملك الفرنجة، يتحول إلى الإيمان الكاثوليكي.
- 502: حكم البابا سيماشيوس أن الناس العاديين لم يعد لهم الحق في التصويت للبابوات وأنه ينبغي اعتبار رجال الدين الأعلى فقط هم المؤهلين.
- 529: اكتمال الدستور الجستياني والجزء الأول من مجموعة القانون المدني.
- 2 يناير 533: أصبح ميركوريوس البابا يوحنا الثاني. يصبح أول بابا يأخذ اسمًا جديدًا. يوحنا الثاني يحصل على هدايا قيمة وكذلك مهنة الإيمان الأرثوذكسي من الإمبراطور البيزنطي جستنيان.
- 533: صدرت الخلاصة، أو الجنيات. الجزء الثاني من نص القانون المدني. إن المؤسساتية المذكروة في الجزء الثالث تدخل حيز التنفيذ.
- 536: بيليساريوس يستعيد روما.
- 553: أدان المجلس المسكوني الثاني للقسطنطينية أخطاء أوريجينوس الأسكندرية، الفصول الثلاثة، وأكد أول أربعة مجالس عامة.
- 590: البابا غريغوري الكبير. إصلاحات الهيكل الكنسي والإدارة. يحدد الانشوده الغريغورية. وانتخب أيضا ليكون البابا.
- 595: في صك الإفراج عن اثنين من العبيد الرومان، أعلن البابا غريغوري الأول أنه لا ينبغي أستمرار استعباد الوثنيين الذين يذخلون في المسيحية.[16]
- 596: أرسل القديس أغسطينوس من كانتربري بواسطة البابا غريغوري الأول للتبشير بالإنجليزية الوثنية.
- 638: القدس المسيحية وسوريا غزاها المسلمون.
- 642: مصر تقع على عاتق المسلمين، تليها بقية شمال إفريقيا.
- 664: سينودس ويتبي يوحد الكنيسة السلتية في إنجلترا مع الكنيسة الكاثوليكية.
- 680: المجلس الثالث للقسطنطينيه يضع حدا لل المونوثيلية.
- 685: استخدم المردة قوتهم وأهميتهم لاختيار يوحنا مارون، ليصبح بطريرك أنطاكية وسائر المشرق. حصل يوحنا على موافقة البابا سيرجيوس الأول، وأصبح أول بطريرك ماروني.
- 698: القديس ويليبرورد بتكليف من البابا سيرجيوس الأول أسقف الفريزيين (هولندا). ويليبرورد يؤسس كنيسة في أوترخت.
- 711: الجيوش الإسلامية تغزو إسبانيا.
- 718: منح القديس بونيفاس، الإنجليزي، عمولة من البابا غريغوري الثاني للتبشير بألمانيا.
- 726: تبدأ مكافحة الايقونية في الإمبراطورية الشرقية. يستمر تدمير الصور حتى عام 843.
- 731: بدري المبجل، الراهب البينديكتين ودكتور الكنيسة المولود بالإنجليزية فقط (ولد القديس أنسيلم من كانتربري المولود في إيطاليا)، يكمل تاريخه الكنسي عن الشعب الإنجليزي.
- 732: تقدم المسلمون إلى أوروبا الغربية واوقفهم تشارلز مارتيل في بواتييه، فرنسا.
- 751: قام اللومبارديون بإلغاء الرافينا، مما أنهى فعلياً آخر بقايا الحكم البيزنطي في وسط إيطاليا وروما.
- 756: منح الباباوات حكمًا مستقلاً لروما من قبل الملك بيبن شورت الفرنجة، في تبرع بيبين. ولادة الدول البابويه.
- 787: المجلس المسكوني الثاني لنيكيا حسم تحطيم الايقونات.
- 793: إقالة دير ليندسفارن تمثل بداية غارات الفايكنج على أوروبا المسيحية.

## 800-1453
- 25 ديسمبر، 800: توج الملك شارلمان ملك الفرنجة كإمبراطور الغرب الروماني المقدس على يد البابا ليو الثالث في كنيسة القديس بطرس.
- 829: بدأت أنسغار العمل التبشيري في السويد بالقرب من ستوكهولم.
- 859: أكد البابا ليون الرابع ألفريد ملك ويسيكس العظيم، وفقًا للوثائق الاأنجلو ساكسونية.
- 863: أرسل القديس كيرلس والقديس ميثوديوس من قبل بطريرك القسطنطينية للتبشير بالشعوب السلافية. قاموا بترجمة الكتاب المقدس إلى اللغة السلافية.
- 869: المجمع المسكوني الرابع للقسطنطينية يدين فوتيوس. تم رفض هذا المجلس والمجالس العامة اللاحقة من قبل الكنائس الأرثوذكسية الشرقية.
- 910: دير كلوني البينديكتين العظيم يجدد الرهبنة الغربية. انتشرت الأديرة في جميع أنحاء المناطق المعزولة في أوروبا الغربية.
- 966: ميشكو الأول البولندي يتحول إلى الكاثوليكية، بداية معمودية بولندا.
- 988: تعمد القديس فلاديمير الأول العظيم؛ يصبح أول دوق مسيحي في كييف.
- 1012: بوركارد وورمس يكمل قانونه العشري في القانون الكنسي.
- في 16 تموز (يوليو) 1054: تسببت الانقسامات الليتورجية واللغوية والسياسية في انقسام دائم بين الكنائس الشرقية والغربية المعروفة باسم الانقسام بين الشرق والغرب أو الانشقاق الكبير. المندوبون الثلاثة، همبرت من مورموتير، فريدريك لورين، وبيتر، رئيس أساقفة أمالفي، دخل كاتدرائية آيا صوفيا خلال قداس بعد ظهر يوم السبت وضعوا تكفيرا لبابويا على مذبح ضد البطريرك مايكل سيرولريوس . غادر المندوبون إلى روما بعد يومين، تاركين وراءهم مدينة تشتعل في أعمال الشغب.
- 27 تشرين الثاني (نوفمبر) 1095: يبشر البابا أوربان الثاني بالدفاع عن المسيحيين الشرقيين والحجاج إلى الأراضي المقدسة بمجلس كليرمونت .
- 1098: تأسيس دير إصلاح سيتو، يؤدي إلى نمو النظام السيستري.
- 1099: إعادة الاستيلاء على القدس من قبل الحملة الصليبية الأول، تليها مذبحة بقية السكان غير المسيحيين، وإنشاء الممالك الصليبية، تم تعيين الأساقفة اللاتينيين في الأبرشيات التي لا يزال يسكنها الأرثوذكس.
- 1123: انعقاد مجمع لاتيران الأول. من أهم مقررارته هو القانون الثالث الذي يتناول اساءات رجال الدين وبالتالي يحرم اختلاطهم مع المحظيات ومنع نساء العامة.
- 1139: انعقاد مجمع لاتيران الثاني. من أهم مقرراته هو حرمان الأساقفة من الزواج.
- 1144: بناء أرل مبنى على الطراز القوطي وهي باسيليكا الكاهن سوغير.
- 1150: نشر مرسوم جراسيانو.
- 1179: مجمع لاتيران الثالث.
- 1182: تؤكد الكنيسة المارونية ارتباطها بالكرسي الرسولي البابوي.
- 1184: يحرم البابا لوسيوس الثالث الولدينيسية.[17]
- 2 أكتوبر 1187: حصار القدس. يستولي صلاح الدين الأيوبي على القدس. بدء الحملة الصليبية الثالثة.
- 1188: أصدر البابا انوسنت الثالث قرارا بابويا يعتق كل العبيد.[18]
- 8 يناير 1198: ينتخب لوتاريو ديكونتي دي سينغي انوسنت الثالث بابا للكرسي الرسولي ما يعتبر قمة القو{ الزمنية للبابابوية.
- 13 أبريل 1204: نهب القسطنطينية من قبل الحملة الصليبية الرابعة. بداية حكم الأمبراطورية اللاتينية في القسطنطينية.
- 1205: ترهبن فرنسيس الأسيزي وهو من يؤسس الأخوة الفرنسيسكان.
- 11 نوفمبر 1215: افتتح البابا انوسنت الثالث مجمع لاتران الرابع.
- 30 نوفمبر 1215: انتهاء أعمال المجمع. بعد أن أصر سبعين قانونا من أهمها تحول المواد الذي يشرح علاقة الخمرة والخبز بدم وجسد المسيج الذي يمثله العشاء الأخير.
- 1215: قام أول كاردينال كاثوليكي إنكليزي، ستفان لانغتون، بالوساطة بين روما والملك جون.
- 1216: اعترف البابا هونريوس الثالث برهبنة الدومينيكان.
- 1229: مجمع طولوس ومن أهم نتائجه تأسيس محاكم التفتيش إثر قيام الهرطقة الكاثارية.
- 1231: وافق البابا غريغوغري التاسع على ميثاق جامعة باريس.
- 1233: آعطى البابا غريغوري التاسع الحق لخريجي جامعة كامبردج بالتدريس في كل أنحاء العالم المسيحي. قام بابوات أخرون بتشجيع الباحثون والأكاديميون من الجامعات الأخرى بزيارة جامعة كامبريدج وبالتعاون معها وبالتدريس فيها.
- 1241: منع وفاة الإمبراطور المغولي، أوديغي خان، من تقدم الجيش المغولي داخل أوروبا بعد انتصاراته ضد التحالف المسيحي في معركة موهي.
- 1245: مجمع ليون الأول الذي عزل وطرد الإمبراطور فريدريك الثاني.
- 1248: بدء بناء كاثدرائية كولونيا والتي انتهت عام 1880.
- 1254: منح البابا انوسنت الرابع ميثاق جامعة أوكسفورد.
- 1274: مجمع ليون الثاني. آتحاد مؤقت بين الكنيستين الكاثوليكية والأرثوذكسية. وفات طوماس الإكويني.
- 1295: يعود ماركو بولو إلى مسقط رأسه البندقية.
- 22 فبراير 1300: نشر البابا بونيفاس الثامن الأمر البابوي الذي بداء اليوبيل السنوي لمحوي الخطايا.
- 1298: إعطاء القديس غريغوري الكبير والقديس أمبروس والقديس جيروم درجة الدكتوراه الكنسية.
- 18 نوفمبر 1302: نشر البابا بونيفاس الثامن الأمر البابوي «الوحدة المقدسة» (بالإيطالية:Unam sanctam).
- 1305: بضغط فرنسي، انتقل الكرسي البابوي من روما إلى أفينيون في فرنسا.
- 12 أغسطس 1308: دعا البابا كليمنت الخامس إلى عقد مجمع في فيين الفرنسية من أجل اتخاذ القرارات بحق رهبانية حراس المعبد وممتلكاتهم ولتطوير الكنيسة.
- 1308: الف الدومينيكاني الباطني ميستر إيكهارت كتابه «السلوى الروحية» على شرف الملكة أغنيس، ملكة المجر.
- 17-20 أغسطس 1308: غفر سرا البابا كلمينت الخامس لحراس المعبد ذنوبهم بعد التحقيق معهم من قبل عملائه.
- 16 أكتوبر 1311: بدء أعمال مجمع فيينا برأسة البابا كليمنت الخامس.
- 22 مارس 1312: نشر البابا كليمن الخامس الأمر البابوي لقمع حراس المعبد.
- 6 مايو 1312: انتهاء مجمع فيين بعد اجتماع اليوم الثالث.
- 1320: أنهى دانتي الليغري من كتابة «الكوميديا الإلهية» التي تعد من أهم الأعمال الأدبية البشرية.
- 26 مايو 1328: فر وليم الأكامي من أفينيون الذي أتهم البابا يوحنا الثاني عشر بأنهه هرطوقي. فيما بعد، كفره البابا واصدر أمر تحريمه.
- 1370: دعت القديسة كاثرين إلى عودة الكرسي الرسولي إلى روما.
- 1378: بضغط من الكرادلة الفرنسيين، تم انتخاب البابا كليمنت السابع في أفينيون بمواجهة انتخاب البابا أوربان السادس في روما مما أشعل الإنشقاق الغربي في الكنيسة الكاثوليكية.
- 1387: اعتنقت ليثوانيا الكاثوليكية وهي أخر بلد يقوم بذلك في أوروبا.
- ما بين 1412 و 1431: حضرة رؤية إلهية لجون دارك، وهي فلاح فرنسية فتاة، تدعوها لقيادة الفرنسيين لاستعادة الأراضي التي احتلها الإنكليز.
- 1431: بعد نجحات جون دارك، القى الإنكليز القبص عليها واتهموها بالزندقة وأعدموها حرقا وهي بعمر 19 عاما. فيما بعد، أعلن البابا كاليكستوس أن جون دارك كانت بريئة وشهيدة.
- 1395: كتبت جوليان النوريش تأملاتها في كتاب بعنوان الحب الإلهي.
- 1400: أنهى شوسير كتاب «حكايات كانتربيري» التي تروي قصص الحجاج إلى ضريح القديس توماس بيكيت في كانتربيري.
- 1425: تأسيسي جامعة لوفين الكاثوليكية في بلجيكا.
- 1440: اخترع يوهانس غوتينبيرج مطبعته الخشبية مما أحدث ثورة في نشر المعرفة على نطاق واسع بطديقة أرخص وأسرع. وتم نشر أعداد كبيرة من الكتب الدينية وبخاصة نسخ من التوراة.
- 29 مايو 1453: سقوط القسطنطينية.

## 1454-1599

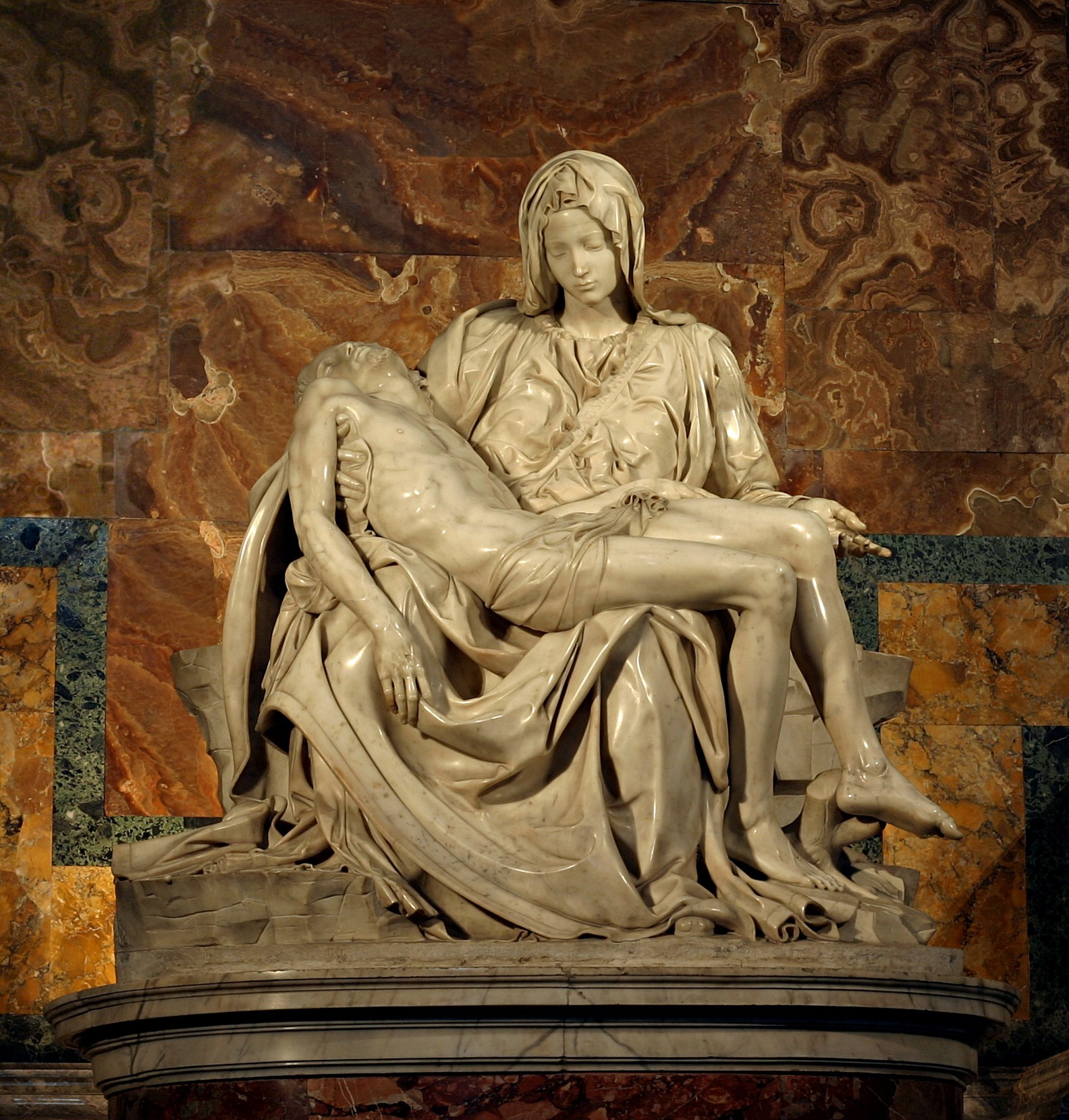
ميكيل انجيلو بيتا في كنيسة القديس بطرس، مدينة الفاتيكان

- 1462: أصدر البابا بيوس الثاني أمرا بابويا يعلن فيه معارضة الكنيسة لتجارة العبيد وذلك منعا لإستعباد أسرى الحروب الأوروبية.
- 1492: وصل كريستوفر كولمبوس إلى الأميركيتين.
- 1493: أعلن البابا الكسندر السادس اعطاء الحق الحصري لإسبانيا باستملاك معظم أراض العالم الجديد.
- 1479: وصل جون كابوت إلى نيوفنلاند في شمالي أمريكا.
- 1498: وصل فاسكو ديغاما إلى كالكوتا في الهند.
- 22 يناير 1506: إنشاء الحرس السويسري البابوي بعهد البابا يوليوس الثاني وذلك يوم دخول كاسبار فون سيلينين إلى الفاتيكان.
- 18 أبريل 1506: وضع البابا يوليوس الثاني حجر الأساس لكاتدرائية القديس بطرس.
- 1508: بداء مايكل أنجلو رسم سقف قاعة السيستينا.
- 31 أكتوبر 1517: نشر مارتن لوثر مسائله الـ95 معارضا بيع صكوك الخلاص.
- 1516: نشر القديس توماس مور كتاب «يوتوبيا» باللاتينية.
- 3 يناير 1521: أعلن البابا ليو العاشر الحرمان الكنسي ضد مارتن لوثر بمرسوم باباوي.
- 1521: تطويب أول دفعة من الفليبيين لدخولهم الكاثوليكية.
- 17 أكتوبر 1521: اصبغ البابا ليو العاشر صفة «المدافع عن الإيمان» على الملك الإنكليري هنري الثامن لدفاعه عن المحرمات الكاثوليكية ضد البروتيستانت.
- 6 مايو 1527: احتلال روما.
- 1527: بدء الدومانيكاني برتلومي دي لاس كاساس بكتابة «تاريخ الإنديز»
- 1531: ظهور مريم العذراء على خوان دييغو في غواديلوب المكسيكية.
- 27 أبريل 1533: تم تعيين خوان دو زاماراغا أول مطران في المكسيك.
- 15 أغسطس 1534: تأسيس الرهبنة اليسوعية بعد اجتماع القديس أغناطيوس وستة أخرين في مونتمارت خارج باريس الفرنسية.
- 1534: تأسيس أبرشية جنوة لخدمة البعثات البرتغالية في الساحل الغربي للهند.
- 30 أكتوبر 1543: مرر البرلمان الإنكليزي قانونا يجعل به الملك هنري الثامن الرئيس الأعلى للكنيسة الإنكليكانية المعارضة لبابوية روما. وهكذا، تم الابتعاد عن السلطة الدينية الواحدة ضمن الفسلئل الكنسية مثل الديسنتريي والأنكليكان والكاثوليك.
- 1535: بداء مايكل أنجلو رسم لوحة «الحساب الأخير» على كنيسة السيتينا.
- 1536 وختى 1540: حل كل الأديرة في إنكلترا وويلز وايرلندة.
- 1537: آصدر البابا بول الثالث مرسوما بابويا يحرم به تجارة العبيد في أوروبا ومع الشعوب الأصلية في أمريكا.
- 17 ديسمبر 1538: يصدر البابا بول الثالث الحرمان النهائي ضد الملك هنري الثامن.
- 1540: أكد البابا الثالث تثبيت الرهبنة اليسوعية.
- 1541: تم تأسيس آبرشية ليما لتخدم البيرو.
- 21 يوليو 1542: أسس البابا بول الثالث بمرسوم بابوي محاكم التفتيش.
- 1543: نشر العالم البولندي نيكولاس كوبرينيكوس كتابه عن نظريته حول دوران الكواكب بشكل اهليلي حول الشمس بعنوان: «حول دوران الأجرام السماوية» والذي يعد بداية الثورة العلمية.
- 13 ديسمبر 1545: بدء مجمع ترنت الذي أراد مواجهة البروتستانت والذي انتهى بقوانين كنسية التي أثرت في العالم المسيحي لثلاثة القرون التالية.
- 27 يوليو 1549: وصول القديس كزافيير إلى كاكوشيما في اليابان.
- 1551: إنشاء أول أبرشية في البرازيل.
- 1562: أنهى بالسترينا قداس البابا مارسيلي.
- 4 ديسمبر 1563: انتهاء أعمال مجمع ترنت.
- 1568: رفع القديس يوحنا ذهبي الفم والفديس غريغوريوس الناسيانزوس والقديس توما الأكويني إلى درجة دكاترة كنسيين.
- 14 يوليو 1570: أصدر البابا بيوس الخامس الدستور البابوي حول القداس التريتندي والأهم.
- 7 أكتوبر 1571: دحر التحالف المقدس الأسطول العثماني في معركة ليبانتو.
- 1571: أعلنت حكومة الملك شارل التاسع عن حرير كل المساجين على أرض مملكته وأن العبيد الذي يطؤون أراضيه ويعمدوا يصبحوا أحرارا.[19]
- 1577: وضعت تيريزا الأفيلاوية «القلعة الداخلية»، وهو من أول أعمال الباطنية الكاثوليكية.
- 24 فبراير 1582: أصدر البابا غريرغورس الثالث عشر مرسوما بابويا لتصحيح التقويم اليولياني.
- 4 آكتوبر 1582: اعتماد التقويم الغريوري في أيطاليا، اسبانيا والبرتغال إذ أتي 15 أكتوبر مباشرة بعد 4 أكتوبر إذ تم حذف 11 يوما.
- 1582: بدء يوحنا الصليب بكتابة «أيام النفس المظلمة» وهو عمل باطني كاثوليكي.
- 1582: وصول ماتيو ريشي إلى ماكاو لبدء أعماله التبشيرية في الصين.
- 28 سبتمبر 1586: نجاح دومينيكو فونتانا في إعدة نصب المسلة في ساحة بطرس في الفاتيكان والذي اعتبر من أهم أعمال العصر التقنية.
- 1589 وحتى 1591: لحن ويليم بيرد معزوفته «الموسيقى المقدسة» التيتعد استشراقا في موسيقة العصر.
- 1593: أنهى روبيرت ريلارمين عمله: «الخلافات حول الجدال في الإيمان المسيحي».
- 1596: توقيع وثيقة الوحدة بين الكرسي الرسولي والكنيسة الروثينية الأورثوذكسية.
- 1598: لعب البابا دورا في معاهدة سلام فيرفين.

## 1600-1699
- 1600: بالرغم من التماس الكهن، يحظر البابا كليمنت الثامن استخدام القهوة لأنها مشروب اسلامي ويعتبره «شراب الشيطان». جرب البابا فنجانًا وأعلن أنه «لذيذ جدًا لدرجة أنه من المؤسف السماح للكفار باستخدامه حصريًا. يجب علينا خداع الشيطان بتعميده».[20]
- 1609: ينشر فرانسيس دي ساليس كتابه «مقدمة عن حياة الورع». وفي 1616، نشر أطروحة عن حب الله.[21]
- 1610: أدى كلوديو مونتيفيردي صلاة مريم المباركة .
- 1614: توكوغاوا إياسو يحظر المسيحية في اليابان.
- 19 أبريل 1622: البابا غريغوري الخامس عشر يجعل أرمان جان دو بليسيس دي ريشيليو كاردينالًا بناءً على ترشيح الملك لويس الثالث عشر ملك فرنسا- ليصبح الكاردينال ريشيليو له تأثيره بشكل كبير على مجرى السياسة الأوروبية.
- 18 نوفمبر 1626: البابا أوربان الثامن يكرس رسميا كنيسة القديس بطرس الجديدة  بعد سنوات من قيام البابا سيلفستر الأول بتكريس أول بازيليك في القسنطينة.
- 1633: محاكمة غاليليو، وبعد ذلك حُكم عليه بالإقامة الجبرية .
- 1638: تمرد شيمابارا يؤدي إلى مزيد من القمع ضد الكاثوليك، وجميع المسيحيين، في اليابان.
- 1653: تم أخذ قسم كونون كروس على يد مجموعة من المسيحيين في سانت توماس ضد البرتغاليين.
- 1671: قام البابا كليمنت التاسع بتطويب وردة ليما، العضو البيروفي العادي في وسام الدعاة (النظام الدومينيكي) والصوفي.
- 1674: رفعت كنيسة مدينة كيبيك الكندية إلى درجة أبرشية وتم تعيين سانت فرانسوا دي مونتمورينسي لافال أسقفها الخاص. في وقت واحد (1712)، غطت أبرشية كيبيك معظم القارة الأمريكية (الأراضي والمستعمرات الفرنسية والإنجليزية والأمريكية الأصلية) حتى خليج المكسيك. لم يكن لدى أي جماعة مسيحية أخرى، كاثوليكية أو غير ذلك، أسقف في تلك المناطق في ذلك الوقت.
- 12 سبتمبر 1683: معركة فيينا . انتصار حاسم لجيش الرابطة المقدسة، في عهد الملك جون الثالث سوبيسكي من بولندا، على الأتراك العثمانيين، في عهد الوزير الأكبر مرزيفونلو كارا مصطفى باشا. لم يعد الأتراك يهددون أوروبا الغربية عسكريا مرة أخرى.
- 1685: ألغى لويس الرابع عشر مرسوم نانت، وغادرت أعداد كبيرة من لاجئي هوجوينوت فرنسا.
- 1687: جون درايدن، الشخصية الأدبية الإنجليزية المهيمنة والمؤث في عصر، ينشر كتاب الغزالة والنمر (The Hind and the Panther) للاحتفال بتحوله إلى الكاثوليكية.
- 1691: أعلن البابا إنوسنت الثاني عشر محاربةالمحسوبية والسيمونية .

## 1700-1799
- 1713: منشور بابوي يدين الينسينية.
- 1715: البابا كليمنت الحادي عشر يحكم ضد اليسوعيين في جدل الطقوس الصينية. عكسها بيوس الثاني عشر في عام 1939.
- 1720: جعل القديس أنسيلم من كانتربري دكتور الكنيسة.
- 1721: كانغشي إمبراطور يحظر البعثات المسيحية في الصين.
- 28 أبريل 1738: ينشر البابا كليمنت الثاني عشر كتاب "بول إن إيمينتي" نسخة محفوظة 11 يونيو 2011 على موقع واي باك مشين. يمنع فيه الكاثوليك من الانضمام إلى منظمات الماسونيين أو مساعدتهم أو اتباع تنشئتهم الاجتماعية لهم بشكل مباشر أو غير مباشر وبمساعدة منظمات الماسونيين والماسونيين. إن العضوية في أي مجتمع سري ستحمل عقوبة الطرد.
- 1737: فنسنت دي بول، الكاهن الفرنسي الذي كرس حياته وخدمته لخدمة الفقراء، تم تطويبه من قبل البابا كليمنت الثاني عشر.
- 1738: تأسيس راهبات غري
- 1740: نشر ريتشارد تشالونر حديقة الروح. [22]
- 1740–1758: عين البابا بنديكت الرابع عشر نساءًا أوليات أستاذاً للمجمع البابوية في بولونيا، وأصلح إجراءات التقنين والانفتاح الفكري لجميع العلو ؛
- 1769: منح المعهد الديني العاطفي الحقوق الكاملة من قبل البابا كليمنت الرابع عشر.
- 1769: يؤسس جونيبرو سيرا بعثة سان دييغو دي الكالا، أول البعثات الإسبانية في كاليفورنيا.
- 1773: قمع اليسوعيين من قبل البابا كليمنت الرابع عشر الذين كانوا طردوا من العديد من الدول ما عدى في الإمبراطورية الروسية التي سمح لهم مزاولة أنشتطهم.
- 1789: أصبح جون كارول أسقف بالتيمور أول أسقف في الولايات المتحدة.
- 1789: تم إنشاء جامعة جورج تاون باسم كلية جورج تاون. إنها أقدم جامعة كاثوليكية في الولايات المتحدة وأول 28 كلية وجامعة أسسها اليسوعيون في الولايات المتحدة.
- 1791: لحن فولفغانغ أماديوس موزارت نشيد الجسد الحقيقي والمرثية التي لم يتممها.
- 1793: قامت الثورة الفرنسية بتدابير مناهضة لرجال الدين.
- 1798: قام جوزيف هايدن، الملحن النمساوي ومعلم بيتهوفن، بتأليف «الخلق»، وهو خطاب يحتفل ويصور الخلق كما سرد في سفر التكوين.
- 1798: أخذ البابا بيوس السادس أسيرًا على يد جيوش نابليون الأولى، وقد مات في الأسر في فرنسا.

## القرن التاسع عشر
- 1800-1823: البابا بيوس السابع
- 16 يوليو 1802: الإتفاقيات الفرنسية لعام 1801. إعادة تأسيس الكنيسة الكاثوليكية في فرنسا.
- 2 ديسمبر 1804: توج نابليون نفسه إمبراطور الفرنسيين في كاتدرائية نوتردام، باريس، بحضور البابا بيوس السابع.
- 1823: لودفيج فان بيتهوفن ينهي مراسم القداس التي بدأها في عام 1819، وكرسها لصديقه وتلميذه الأرشيدوك رودولف، رئيس أساقفة أولوموك .
- 1830: تخلت الكنيسة الكلدانية عن النسطورية والتحقت بالكنيسة الكاثوليكية المقدسة.
- 1839: في خطاب البابوي، أعلن البابا غريغوري السادس عشر المعارضة الرسمية للكنيسة لتجارة الرقيق والعبودية. في الولايات المتحدة، تجاهل أصحاب العبودية الكاثوليك عمومًا التصريح البابوي واستمروا في المشاركة في ممارسات العبودية.[23]
- 1842: تأسست جامعة نوتردام في ساوث بيند، إنديانا، من قبل الأب إدوارد سورين، من جماعة الصليب المقدس .
- 1846: البابا بيوس التاسع يبدأ عهده. خلال فترة حكمه، طلب بتوزيع وثيقة ماسونية مناهضة للكاثوليكية كتبها الماسونيين المعروفة باسم «ألتا فينديتا» لتنبيه المسؤولين الكاثوليك باحتمال حدوث تسلل ماسوني.
- 1847: البطريرك اللاتيني في القدس يستأنف إقامته في القدس.
- 1848: قام جون بوسكو، الكاهن والكاتب والمعلم، بتأسيس الرهبنة الساليزيانية، وهي جماعة دينية قائمة على التعاليم الروحانية والفلسفة ي للقديس فرانسيس دي ساليس، أسقف جنيف الكاثوليكي.
- 1850: أقيمت أبرشية وستمنستر واثنتي عشرة أبرشية أخرى، لإعادة تأسيس التسلسل الهرمي الكاثوليكي للجمهور الكاثوليكي في المملكة المتحدة ضد المعارضة السياسية الشديدة. تم تكريس كاتدرائية وستمنستر رسميًا بعد 53 عامًا، في عام 1903.
- 1852: عقد أول مجلس عام في بالتيمور في الولايات المتحدة.
- 1854: تثبيت عقيدة الحبل بلا دنس بواسطة البابا بيوس التاسع.
- 1856: بدأ جريجور مندل، راهب أوغسطينوس وعالم وأب لعلم الوراثة، تجارب تؤدي إلى قوانين الميراث الأساسية.
- 1858: ظهورات السيدة العذراء في لورد.
- 1862: تطويب باولو ميكي ورفاقه، الذين استشهدوا في ناغازاكي، اليابان (1597) من قبل البابا بيوس التاسع .
- 1865: جمعية البعثات الأفريقية في ليون تنشئ بعثة في لاغوس، نيجيريا. تنشئ الجمعية نفسها بعثة في بنن، بعد خمس سنوات.
- 1866: الكاردينال جون هنري نيومان ينهي سيرته الذاتية، أبولوجيا برو فيتا سوا.
- 8 كانون الأول (ديسمبر) 1869: افتتح البابا بيوس التاسع أول مجمع المسكوني للفاتيكان
- 18 يوليو 1870 - أصدر الدستور العقائدي لكنيسة المسيح الصادر عن الدورة الرابعة للفاتيكان الأول، «القس أترنوس»، عقيدة العصمة البابوية من بين قضايا أخرى قبل سقوط روما في الحرب الفرنسية البروسية. قبل الأوان ويضع حدا للولايات البابوية . الخلاف حول العديد من القضايا يؤدي إلى تشكيل الكنيسة الكاثوليكية القديمة . لم يتم إغلاق هذا المجلس رسمياً حتى عام 1960 من قبل البابا يوحنا الثالث والعشرون استعدادًا لمجلس الفاتيكان الثاني.
- 1873-75: سن قوانين فولك، والتشريعات في ألمانيا خلال الصراع الثقافي مع الكنيسة مما أدى إلى طرد بعض الفرق الدينية من ألمانيا. كرس الشاعر الإنجليزي واليسوعي، جيرارد مانلي هوبكينز، قصيدته الشهيرة «حطام ألمانيا» (The Wreck of the Deutschland) لخمس راهبات أجبرن على الفرار من ألمانيا بسبب القوانين، ثم ماتوا لاحقًا عندما غرقت سفينتهم.
- 1877: أصبح القديس فرنسيس دي سال دكتورا في الكنيسة .
- 1878: أرسل الكاردينال تشارلز لافيجي، رئيس أساقفة الجزائر وقرطاج، عشرة مبشرين إلى شرق إفريقيا .
- 1879: المنشور أيتيرني باتريس، من البابا ليو الثالث عشر، يستعد لإحياء التوماوية .
- 1888: تأسست الجامعة البابوية الكاثوليكية في تشيلي. في عام 2018، احتلت الجامعة المرتبة الأولى في أمريكا اللاتينية.
- 15 مايو ، 1891: أصدر البابا ليو الثالث عشر منشوراً بابويا بعنوان «عن أشياء جديدة» (Rerum novarum).
- 30 نوفمبر 1894: نشر البابا لاوون الثالث عشر المنشور توصية الفاتيكان عن كنائس الشرق للحفاظ على أهمية واستمرار التقاليد الشرقية للكنيسة جمعاء.
- 1895: تم نشر كتاب مارك توين ا«تأملات شخصية حول جاندارك»من قبل مجلة هاربر.
- 1896: أصدر البابا ليو الثالث عشر مرسوما بابويا أعلن فيه رسميا بطلان الأوامر الأنجليكانية واعتبرها «لاغية وباطلة على الإطلاق».
- 1897: وفاة تيريز ليسيو .
- 1898 - صور سيكوندا بيا الصور الأولى لكفن تورينو.

## القرن العشرون
- 1900: وضع إدوارد ألجار موسيقى «حلم غرينوتيوس»
- 1903 وحتى 1914: قام البابا بيوس العاشر بالعديد من الإصلاحات ودافع عن الإيمان وأدخل التعاون الجماعي المتكرر وشجع الترانيم الغريغورية. وهو أخر بابا طوب كقديس حتى 27 إبريل 2014 عندم طوب البابا فرانسيس البابوين جون الثالث والعشرون والبابا يوحنا بولس الثاني.
- 1914 وحتى 1918: أعلن البابا بنيديكت الخامس عشر الحياد في الحرب العالمية الأولى.
- 1916: تتويج شارل الأول النمساوي إمبراطور النمسا والمجر. وهو أخر الملكيين الكاثوليك. وتم تجاهل محاولاته لايجاد حل سلمي خلال الحرب.
- 1917: نشر البابا بيندقت الخامس عشر قانون الكنيسة الكاثوليكية. ظهور العذراء في فاتيما البرتغالية لمدة ستة أشهر والتي انتهت بمعجزة الشمس. يعد هذا الظهور من أهم الأحداث في الكنيسة الكاثوليكية.
- 1918: اضطهاد الكنيسة الكاثوليكية وخاصة في الاتحاد السوفييتي.
- 1922: وفاة الإمبراطور النمساوي شارل الأول في المنفى في البرتغال فقيرا. تم تطويبه لاحقا على أنه شارل المبارك.
- 1922: اعتنق الكاتب والمفكر تشيستيرتون الكاثوليكية.
- 1925: آعلن البابا بيوس الحادي عشر العام المقدس. تطويب القسيس جون فياني.
- 1926 وحتى 1940: بدء اضطهاد الكاثوليكية في المكسيك
- 1926: بدء حملات اضطهاد الكنيسة الكاثوليكية فيما عرف بحرب الكريستيرو. انتهت عام 1940.
- 19 مارس 1927: إنشاء رهبانية أخوات الفقراء في كيرالا بالهند على يد مار فارغيز بلاكاببيلي.
- 1927: أعلن العالم والقسيس البلجيكي جورج لومتر فرضية أن الكون في حالة تمدد، وكان أول من عرض نظريات مشابهة لقوانين هابل، ودعى إلى حدوث الإنفجار الكبير.
- 2 آكتوبر 1928: أسس جوزماريا إسكريفا منظمة أوبوس داي وهي مؤسسة عالمية لأعضاء كاثوليك من العامة.
- 11 فبراير 1929: توقيع معاهدة لاتيرن بين موسوليني والكاردينال غاسباري التي أنشئت دولة الفاتيكان المستقلة وإنهت المسألة الرومانية بين إيطاليا والكرسي الرسولي.
- 5 أكتوبر 1929: وفاة مؤسس الأوبوس داي.
- 12 فبراير 1931: إنشاء راديو الفاتيكان من قبل غولييامو ماركوني وقام بافتتاحها البابا بيوس الحادي عشر.
- 1931–1936: اضطهاد الكنيسة في اسبانيا. وبناء على التقديرات، قتل 6832 رجل دين كاثوليكي حلال هذه الفترة.[24]
- 20 يوليو 1933: توقيع اتفاقية بين الكرسي الرسولي والرايخ الألماني.
- 1933: اسس كل من دوروثي داي وبيتر مورين رابطة العمال الكاثوليك.
- 8 ديسمبر 1933: أعلن البابا بيوس الحادي عشر تطويب برناديت سوبيروس.
- 1935: طوب البابا بيوس الحادي عشر كل من جون فيشر وتوماس مور الذي استشهدا خلال حكم الملك هنري الثامن.
- 1937: صدور مرسوم بابوي ضد الاشتراكية الوطنية (النازية) عن البابا بيوس الحادي عشر والتي وضعها كل من المطرانين يوجين باسيلي ومايكل فون فولهابر.
- 1939: انتهاء بناء كاثدرائية فيكتوريا في أستراليا.
- 1 سبتمبر 1939: هاجمت ألمانيا دولة بولند مما أشعل نار الحرب العالمية الثانية. أعلنت الفاتيكان الحياد وقدمت مساعدات للنازحين والمتضررين.
- 1940: نشر غراهام غرين كتاب «القوى والعظمة».
- 1939 وحتى 1945، خلال الحرب العالمية الثانية: استخدمت الكنائس والأديرة الكاثوليكية ملجاء لكل من اضطهده النازيون. قام النازيون باعتقال وقتل العديد من الرهبان الكاثوليك الذين كانوا يناضهون الفكر النازيي.
- 1943: صدور مرسومين بابوين من البابا بيوس الثاني عشر: الأول يعتبر فيه أن الكنيسة الكاثوليكية هي جسد المسيحك والثاني يفتح مجال الأبحاث التوراتية أمام علماء الدين الكاثوليك. سنة تأسيس حركة فوكولاري التي تبشر بالوحدة والأخوة العالمية.
- 1944: احتل الجيش الألماني روما. أعلن هتلر احترامه لحيادية الفاتيكان مع بعض الخروقات. حرر الحلفاء روما بعد أشهر قليلة من الاحتلال.
- 1945: نشر إيفلين ووه «إعدة النظر في رأس العروس»
- 1948: قام توماس ميرتون بنشر كتاب «جبل بسبع طوابق»
- 1950: أعلن البابا بيوس الثاني عشر سنة عالمية، حين أعلن عن الكشف عن قبر القديس بطرس تحت كنيسة القديس بطرس؛ تم تطويب ماريا غوريتي؛ صدر مرسوم بابوي «السباق البشري» الذي تناول فيه أفكار الحداثة؛ اعتماد انتقال العذراء كجزء من العقيدة الكاثوليكية.
- 1954:
- أول سنة مريمية في تاريخ الكنيسة وتحديد عيد ملوكية العذراء.
- 1954: سنة تأسيس حركة العلمانية الكنسية «القربان والتحرر».
- 1957: لحن فرانسيس بولينك أوبريت «حوارات الكرمليين».
- 1960: انتخاب جون كينيدي رئيسا للولايت المتحدة وهو الكاثوليكي الوحيد الذي تبوأ هذا المنصب.
- 11 أكتوبر 1962: افتتح البابا يوحنا الثالث والعشرون المجمع الفاتيكاني الثاني الذي أصدر قوانين لتبسيط نشر واتباع الكنيسة ومن أهمها اعتماد اللغات المحكية بدلا من اعتماد اللاتينية فقط.
- 1962: تطويب البيروفي مارتن دي بوريس.
- 1964: طويب البابا بولس السادس شارل لوانغا ورفقه الذي استشهدوا في أوغندا عام 1857؛ تأسيس طريق الموعوظين الجدد.
- 7 ديسمبر 1965: اعلا مشترك من قبل البابا بولس السادس والبطريرك أثيناغوراس الأول حيث رفع الانشقاق الكبير بين الكنيستين.
- 8 ديسمبر 1965: انتهاء أعمال مجمع الفاتيكان الثاني.
- 1986: تأسيس امجموعة العالمية سانت إنديغو بواسطة أندريا ريكاردي.
- 1970: إعادة تشكيل القربان المقدس بحسب ما قام به البابا بولس السادس والذي أصبح شكل القداس الكاثوليكي الحالي؛ تطويب شهداء انكلتا ووايلس الأربعين؛ توشيح القديسة كاثرينا من سيينا وشاح الدكتوراه الكنسية.
- 1971: نشر المجموعة الكاملة لقصص فلانيري أوكونور.
- صرحت الأخت اليابانية أغنيس كاتسوكو ساساغاوا أنه قد ظهرت العذراء لها عدة مرات في منطقة يوزاواداي النائية فيما عرف بظهورات سيدة آتيكا.
- 1973: نشر الكاتب واللاهوتي الدومينيكاني، غوستافو غوتيرز، كتابه المحوري: «لاهوتية التحرر: تاريخ، سياسة وخلاص؛ تأسيس جمعية» النهج التاسع«بقيادة الراهب اليسوعي» لوران فابر.
- 1975 وحتى 1983: لحن أوليفييه مسيان موسيقى القديس فرانسوا الأسيسي.
- 26 أغسطس 1978: البابا يوحنا بولس الأول صبح أول بابا يستعمل لقب ملكي مضاعفا. بقي على الكرسي لمدة 33 يوما.
- 16 أكتوبر 1978: أصبح البابا يوحنا بولس الثاني أول بابا بولندي وأول غير إيطالي تبوأ الكرسي الرسول منذ أكثر من 400 عاما. كان له تأثير في الإظاحة بالحكم الشيوعي في أوروبا.
- 1979: نالت الأم تيريزا جائزة نوبل للسلام.
- 24 مارس 1980: اغتيال الكاردينال السلفدوري، روميرو سان سلفادور، خلال تقديمه القداس.
- 1981: لحن هينريك غوريسكس موسيقى «الرحمة» الكنسية.
- 1983: حصل ليخ فاونسا على جائزة نوبل للسلام.
- 1984: الاحتفال الأول ليوم الشباب العالمي في روما.
- 1987: آعلن البابا السنة المريمية.
- 30 يونيو 1988: رسم المطران مارسيل يبفيفر أربعة كهنة كجزء من جمعية بيوس العاشر من دون أذن البابا مما حل عليهم الحرمان البابوي. مازالت جمعية بيوس العاشر ممنوعة من ممارسة نشاطاتها إلى يومنا.[25]
- 31 ديسمبر 1991: انتهاء الإتحاد السوفييتي رسميا. تعود نشاطات الكنيسة الكاثوليكية إلى الظهور وخاصة في أكرانيا ودول البلطيق.
- 1992: نشر «التعليم المسيحي للكنيسة الكاثوليكية» لأول مرة باللغتين اللاتينية والفرنسية.
- 1993: نشر «محتوى الإيمان: أفضل ما كتبه كارل رانير في اللاهوت»؛ تطويب «دانز سكوتس».
- 1994: مرسوم بابوي يتمسك منع المراءة من مزاولت الكهنوت.
- 1997: منح القديسة تيريزا درجة الدكتوراه الكنسية.
- 1997: St. Therese of Lisieux is made a Doctor of the Church.

## القرن الواحد والعشرون

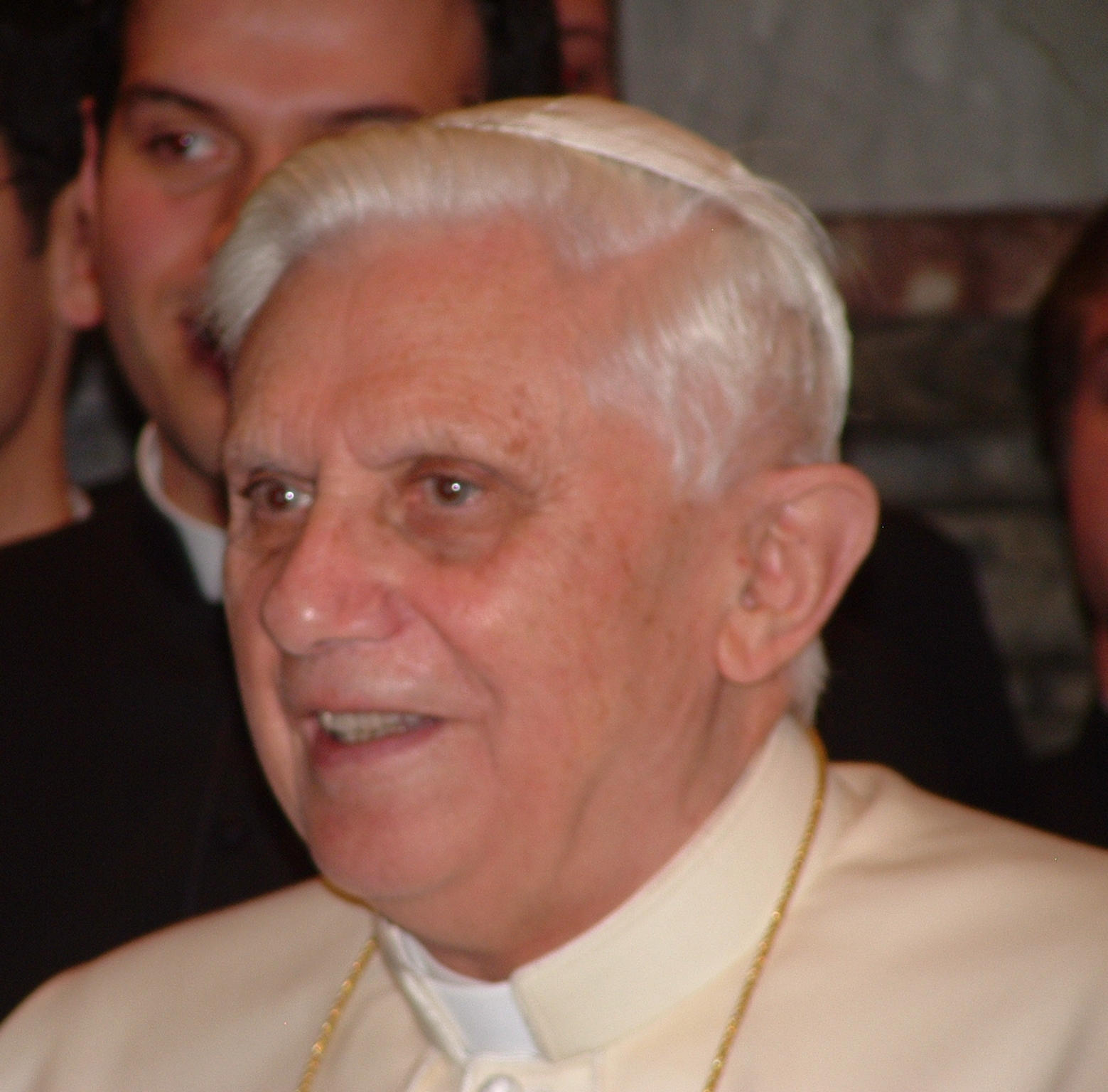
بندكتس السادس عشر ، أول بابا ينتخب في القرن الحادي والعشرين

- 30 أبريل 2000: تم تطويب القديس فوستينا وتم تحديد يوم الأحد بعد الفصح كيوم الحمة الإلاهية.
- 1 يناير 2001: الاحتفال بالسنة اليوبيلية العظيمة مع بدء القرن الجديد.
- 6 يناير 2001: أصدر البابا يوحنا بولس الثاني مرسوما بابايا عن برنامج الكنيسة خلال الألفية الجديدة. والذي اعبر به حرمة الصلاة من أهم أولويات الكنيسة.
- 18 يناير 2002: وجد الكاهن الأميريكي جون قيوقان مدانا بالتحرش بالأطفال وسجن لمدة عشر سنوات.
- 2004: نشرت دار كامبردج للطباعة كتاب: «المرافق الكامبردجي لأعمال هانس أورس فون بالثاسر»
- 2 آبريل 2005: وفات البابا يوحنا بولس الثاني عن عمر 84 سنة. حج الملايين إلى روما لإلقاء النظرة الأخيرة.
- 19 آبريل 2005: اختيار الألماني البابا بنيدقت السادس عشر ليتبوأ الكرسي الرسول ليكون أول بابا منتخب في الألفية الثالثة..
- 18 أغسطس 2005: حضر البابا يوم الشباب العالمي في كولونيا وهي أول رحلاته خارج الفاتيكان.
- 12 سبتمبر 2006: قدم البابا بنيدكت السادس عشر محاضرة حول «الإيمان والعقلانية» في جامعة ريغنسبورغ. ومن مقولاته أن الوضعية العقلانية والفلسفة هما المقبولان في العالم الغربي. ؤأضاف أن لا يمكن للعقلانية التي تهمش الإلوهية أن تسمح بقيام نقاشات بين الحضارات.[26] وقدم مثالا النظرات السلبية التي ذكرها الإمبراطور إيمانويل الثاني عن الإسلام. والتي أججت احتجاجات اسلامية حول العالم بعد عدة اسابيع من المحاضرة.[27][28][29][30][31]
- 11 يونيو 2007: الغى البابا قرار سلفه وأعاد قانون انتخاب البابا القديم التي حدد الانتخاب بالثلثين.[32]
- 7 يوليو 2007: اصدر البابا بنيدكتوس السادس عشر مرسوما بابويا محررا قداس روما الذي حصل عام 1962 على أنه نوع مييز من القداس الروماني. وهذا ما ساعد رأب صدع الانقسام الكنسي بين الشرق والغرب.
- 28 أكتوبر 2007: طوب البابا بندكت السادس عشر أكبر مجموعة من القديسين دفعة واحدة في تاريخ الكنيسة إذ طوب 498 شهيداسبانيا من شهداء الحرب الأهلية الإسبانية.
- 2007: لحن جايمس ماكيلان موسيقى «التضحية».
- 20 مايو 2008: وقع البابا بنيدكت السادس عشر وثيقة مع المسلمين بقيادة مهدي مصطفاوي تؤكد أن الدين الحقيقي هو بأساسه لا عنفي وأه لا يمكن تبرير أعمال العنف لا بالدين ولا بالمنطق.[33]
- يوليو 2008: احتفال بيوم الشباب العالمي في سيدني بأستراليا بحضور البابا،
- يناير 2009: صفح البابا عن أخوية القديس بيوس العاشر التي كانت متهمة بتقسيم الكنيسة وتشكك بالسلطة الكنسية.
- 11 أكتوبر 2009: قام البابا بتطويب البلجيكي الأب داميان الذي عرف برسول المجذومين.
- 17 أكتوبر 2010: تم تطويب الأسترالية من أصل اسكتلندي، ماري كاكيلوب، وتعتبر أول قديسة أسترالية. كما تم تطويب الكندي أندريه بوسيت من منتريال.
- 21 أكتوبر 2012: تم تطويب كاتيري تيكاكويثا، من الإنويت، وتعرق بـ«سوسنة الموهاك».
- 2012: تم منح هايدغارد بنجين درجة الدكتوراه الكنسية.
- فبراير 2013: استقال البابا بندكت السادس عشر من البابوي.
- مارس 2013: تم انتخاب جورج بيرغوغليو من الأرجنتين البابا الرسولي الجديد وسمي البابا فرانسيس وهو أول لاتيني أميركي وأول يسوعي يتبواء الكرسي الرسولي في تاريخ الكنيسة.
- مايو 2013: طوب البابا أكثر من 800 شهيد الذي قتلوا خلال الحرب مع الأتراك في أونتراتو عام 1480.
- فبراير 2015: تعيين أول كاردينالين في ميانمار وتونغا هما شارلس موانغ بو وسوان باتيتا مافي.
- 2015: تطويب روميرو، مساعد مطران سان سلفادور، وشهداء تشيمبوت الثلاثة من البيرو الذين قتلتهم المليشيا الشيوعية الدرب المضيء.
- 20 ديسمبر 2015 وحتى 8 نوفمبر 2016: سنة الرحمة اليوبيلية الغير اعتيادية. 21.3 مليون حاج زار الفاتيكان، 22 مليون زاروا سيدة غواديلوب ، 3 ملايين حضروا احتفالات اليوم العالمي للشباب في كراكو. وبحسب الأعداد التي قدمها مجمع الكرسي الرسولي، حوالي 56٪ من الكاثوليك حول العالم شاركوا في الاحتفالات بينما معظم حجاج روما أتوا من ألمانيا، الولايات المتحدة، بولندة والدول الناطقة بالإسبانية. والعديد أتو من الصين والتشاد وراوندا ونيبال وجزر كوك.
- 26 يوليو 2016: تم قتل الراهب الفرنسي جاك هامل على يد جماعات ارهابية تابعة لتنظيم الدولة الإسلامية في كنيسة سان اتيان دو روفراي.
- 2 نوفمبر 2017: اقترح البابا دعوة رجال متجوزين للسيامة ليصبحوا مطارنة في الأبرشيات الكاثوليكية الغربية.[34] والجدير ذكره أن الكنائس الكاثوليكية الشرقية تسمح بذلك.[35]
- 13 مايو 2017: تطويب كل من فرانسيسكو وجاسينتا مارتو الشاهدين على ظهور مريم العذراء في فاتيما باسبانيا.
- 18 ديسمبر 2017: أعلن البابا تبجيل باتريك بيتون مؤسس صليبية العائلة الوردية ومسرح العائلة.
- 18 مايو 2018: قدم مطارنة التشيلي، وأماكن أخرى من العالم، استقالاتهم بسبب إهمالهم وتقصيرهم في التعامل مع التجاوزات الجنسية التي قام بها بعض الكهنة الكاثوليلك. ويواجه البابا فرانسيس أكبر قضية جنسية في تاريخ الكنيسة منذ 1123 عندما واجه البابا كليكتوس الثاني أعمال الرهبان الجنسية في الكنيسة.[36][37]
- 2 أغسطس 2018: حرم البابا فرانسيس عقوبة الإعدام بكل اشكالها لانها هجوم على كرامة الإنسانية.[38]

## روابط خارجية
- تاريخ الكنيسة الكاثوليكية
- الجدول الزمني لتاريخ الكنيسة في الأرثوذكسية.